# Patron-driven acquisition
El patron-driven acquisition (PDA) és un model de compra per al desenvolupament de la col·lecció digital d'una biblioteca, amb llibres i revistes electrònics, en el qual les decisions de selecció es basen en les aportacions dels usuaris de la biblioteca. D'acord amb el proveïdor de materials, la biblioteca estableix un perfil que té en compte la temàtica, el nivell intel·lectual, la data de publicació, el cost, i altres criteris. Els llibres electrònics que coincideixen amb el perfil es comparteixen amb la comunitat de la biblioteca d'usuaris a través del catàleg. Quan un llibre electrònic específic ha estat descobert i vist un nombre predeterminat de vegades, es compra de forma automàtica per a la col·lecció.
Amb aquest model de compra, la biblioteca pot adquirir el recurs digital de forma permanent, o bé adquirir la llicència d'ús del recurs només en certs moments o en determinades formes. Atès que el contingut comprat es troba en format digital, el model PDA ajuda a incloure a la col·lecció digital de la biblioteca, fonamentalment, només allò que necessita, davant un altre enfocament de compra a llarg termini.
Hi ha diversos avantatges en aquesta pràctica de compra de continguts digitals: el lliurament és instantani, els llibres electrònics no requereixen l'espai físic que comporta costos específics per al seu manteniment, les biblioteques poden permetre's l'accés temporal al recurs, quan podrien no ser capaces de permetre's el luxe de comprar els materials, l'augment de la capacitat de la col·lecció i les compres estan garantits per l'ús, el qual és una consideració important per a la compra de materials. Per altra banda, les planificacions bibliotecàries poden ser errònies. A més, la combinació de la reducció dels pressupostos i el constant augment dels preus (especialment per a les revistes especialitzades) fa que les pràctiques tradicionals d'adquisició cada vegada siguin més difícils des d'un punt de vista purament econòmic, doncs no es poden mantenir formes d'adquisició de col·leccions de la manera en què es feia en el passat. Les biblioteques amb pressupostos limitats poden, amb aquest model, establir límits de despeses en els seus plans de PDA. Altres formulacions alternatives d'aquest model, que començà a introduir NetLibrary, han estat desenvolupades per Ingram MyiLibrary i Ebook Library (EBL).
Estudis recents, en biblioteques universitàries, mostren que els llibres electrònics, als quals s'ha accedit a través del registre bibliogràfic complet més de dues vegades, abans de posar en marxa una compra automàtica, tenen major ús després. Aquests resultats suggereixen que el catàleg de la biblioteca és una eina de descobriment útil del llibre electrònic, i que una plena consulta bibliogràfica al registre del catàleg s'associa amb un major ús.